# Gilgit (Fluss)
Der Gilgit (Urdu دریائے  گلگت daryā-e Gilgit; oberhalb von Gahkuch heißt der Fluss Ghizer) ist ein 263 km langer rechter Nebenfluss des Indus im pakistanischen Sonderterritorium Gilgit-Baltistan.

## Verlauf
Der Gilgit hat sein Quellgebiet auf dem Shandur-Plateau, ein Gebirgshochebene.
Der Fluss Gilgit fließt  in Richtung Osten zur gleichnamigen Stadt, die in Gilgit-Baltistan, den früheren pakistanischen Nordgebieten, in der Region Kaschmir liegt. Anschließend mündet der Fluss in den Indus. Auf dem Fluss werden Rafting-Touren durchgeführt.
Am Shandur-Plateau, auf dem sich der Shandur-See befindet, findet jedes Jahr seit 1936 ein Polo-Turnier nach historischen Regeln statt, das seit einigen Jahren um ein Open-Air-Festival erweitert worden ist.